# Apterivorax acaricida
Apterivorax acaricida är en svampart som först beskrevs av Petch, och fick sitt nu gällande namn av S. Keller 2006. Apterivorax acaricida ingår i släktet Apterivorax och familjen Neozygitaceae.   Inga underarter finns listade i Catalogue of Life.